# Synagogue Hourva

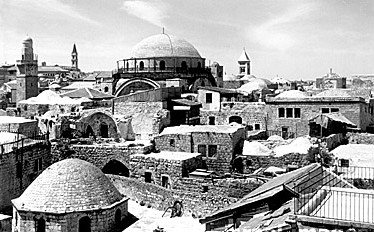
Photographie de la synagogue avant 1948

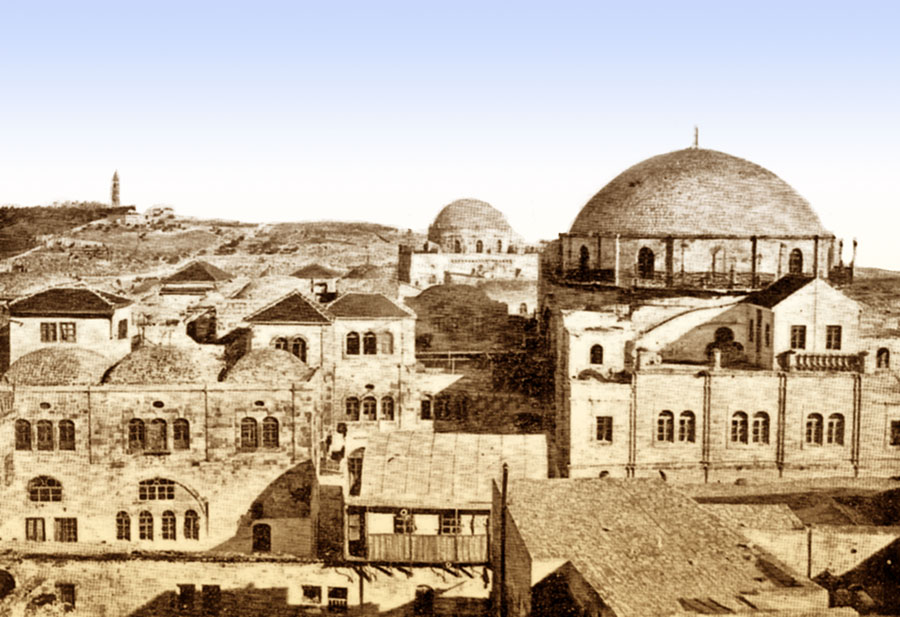
La synagogue au XIX

La synagogue Hourva hébreu : בית הכנסת החורבה Beit ha-Knesset ha-Hourva, « la synagogue de la ruine »), aussi connue sous le nom de Hourvat Rabbi Yehouda he-Hassid (« Ruine de Rabbi Juda le Pieux »), située dans le quartier juif de la vieille ville de Jérusalem, était le site de la principale synagogue ashkénaze jusqu'en 1948.
En 1864, la communauté des Peroushim, disciples du Gaon de Vilna, y érige une synagogue officiellement consacrée synagogue Beis Yaakov. C'est cette dernière qui a été détruite pendant la guerre israélo-arabe de 1948-1949. Après la prise de la vieille ville en 1967, de nombreux plans sont soumis pour la reconstruction d'une synagogue, notamment ceux de l'architecte américain Louis Kahn. Après des années de délibération, une arche commémorative est édifiée en 1977 sur le site, devenant ainsi un symbole important du Quartier juif. Les plans pour la reconstruction à l'original de la synagogue sont approuvés par le gouvernement israélien en 2000. L'inauguration de la synagogue reconstruite a lieu les 14 et 15 mars 2010.

## Années 1700 - Tentatives de reconstruction par les disciples de Yehouda he-Hassid
Le site où se trouve actuellement la synagogue Hourva a été une cour et une synagogue pour la communauté ashkenaze depuis le XIIIe siècle. Une autre tradition fait remonter l'existence d'une synagogue sur le site à l'époque du Rabbi Juda Hanassi au IIe siècle.
Le lieu gagne en notoriété quand un groupe entre 300 et 1 000 personnes (le nombre varie en fonction des sources), conduit par Yehouda he-Hassid, un prêcheur accusé de  sabbatéisme, arrive de Pologne le 14 octobre 1700, quelques jours avant la mort de Yehouda. La majorité des membres du groupe décide néanmoins de s'installer dans la ville. La volonté du groupe de reconstruire une synagogue rencontre de nombreuses difficultés. L'un de ses membres, le rabbin Guedaliah de Siemiatycze relate comment ils ont dû affronter les autorités ottomanes, et comment il a fallu les soudoyer pour obtenir l'autorisation de construire de nouveaux bâtiments et habitations. La construction d'une synagogue dans la cour située près de la synagogue Ramban est tout d'abord interdite par les Turcs, puis acceptée après de nouveaux cadeaux offerts au pasha. De plus, celui-ci réclame, dès le début de la construction, la somme considérable de 1 500 thalers lion (löwenthaler), à payer dans les trois ans. Puis, comme le bâtiment est construit plus haut que l'ancien, sans la permission du sultan, un autre pasha décide de faire arrêter les travaux, qui ne pourront reprendre que contre le versement de 500 thalers lion supplémentaires. Finalement, un autre pasha, arrivé de Constantinople, réclame aussi la somme de 500 thalers lion. Afin de financer toutes ces dépenses inattendues, les membres du groupe se voient obligés d'emprunter une somme importante aux Turcs à intérêts élevés. 
Rabbi Guedaliah écrit que: « Notre dette presse nos cous comme un joug pesant. On ne cesse de nous conduire en prison et, avant qu'un débiteur puisse être délivré, un autre est déjà détenu. On ose à peine sortir dans la rue, où les collecteurs d'impôts se tiennent à l'affût comme des loups et des lions prêts à nous dévorer ». Devant la pression et les menaces des créanciers, un messager est envoyé en Europe pour quémander des fonds afin de rembourser le prêt. 
Vingt ans plus tard, la dette n'est toujours pas payée. À la fin de 1721, les prêteurs perdent patience et mettent le feu au bâtiment et à ce qu'il contient. La communauté ashkénaze se voit par la suite expulsée de la ville sans le droit d'y retourner avant que la dette soit remboursée. Durant les 89 années suivantes, aucun Juif ashkénaze ne se trouvera à Jérusalem. La cour est transformée en échoppes et la synagogue qui n'est plus entretenue tombe bientôt en ruine. Elle est alors connue sous le nom de Ruine de Rabbi Judah le Pieux.

## 1812–1830 -  Efforts desPeroushimpour reconstruire la Hourva
Entre 1808 et 1812 un groupe de Juifs ascétiques, connus sous le nom de Peroushim, émigrent de Lituanie en Palestine. Ce sont des disciples du Gaon de Vilna, et la majorité décide de s'établir à Safed. Certains aimeraient s'établir à Jérusalem, mais y renoncent dans la crainte des descendants des créanciers : ils détiennent toujours les billets à ordre concernant les dettes vieilles d'un siècle, contractées par le groupe précédent d'immigrants ashkénazes, et pourraient bien transférer au nouveau groupe la responsabilité du remboursement. Les descendants des hassidim qui avaient fait leur aliyah en 1777, posent aussi un problème. Ils refusent aux Perushim le contrôle de la cour de la Hourba, prétendant qu'elle n'a jamais appartenu aux Perushim ni à leurs ancêtres. Les hassidim affirment qu'ils ont des liens plus étroits avec les propriétaires d'origine, et que leurs droits sur cette parcelle de terre sont plus importants.
À la fin de 1815, Rabbi Menachem Mendel de Shklov s'installe à Jérusalem avec un groupe de ses fidèles en provenance de Safed.  La priorité du groupe est la reconstruction de la synagogue, qui symbolise l'expulsion des Ashkénazes de Jérusalem. En réaffirmant leur contrôle sur le site et en reconstruisant la synagogue, ils démontreront ainsi leur intention de se réinstaller dans la ville. La reconstruction d'une des ruines de Jérusalem possède aussi une signification symbolique kabbalistique. La remise en état d'une construction ancienne représente en effet le premier pas vers la reconstruction de la ville entière, condition sine qua non à la venue du Messie.
En 1816, les Peroushim plaident sans succès leur cause auprès des autorités à Constantinople, afin d'obtenir par un décret royal, que les Arabes résidant à Jérusalem ne réclament pas leurs dettes auprès des Ashkénazes. L'année suivante, plusieurs dirigeants du groupe, dont Solomon Zalman Shapira et Solomon Pach font le voyage à Constantinople pour obtenir le firman (décret royal). Ce n'est qu'en 1819, deux années plus tard, que leurs efforts sont récompensés, et qu'ils reçoivent le décret royal dégageant les ashkénazes du paiement de la dette.
Après l'acquisition d'un document juridique supplémentaire délimitant la totalité du site de la Hourba acquis en 1700, y compris les logements délabrés et les échoppe construites par les héritiers des créanciers sur une partie du site, ils sont obligés d'obtenir un autre décret royal pour avoir le droit de construire sur le site, y compris une grande synagogue.  Deux missions successives, en 1820 et 1821 pour obtenir ce nouveau firman de la cour du sultan échouent pour des raisons inconnues.
Dans l'attente de la permission de construire dans la cour, les Peroushim progressent en se fondant sur un vieux firman donné aux Juifs en 1623 et qui mentionne qu'on ne peut pas s'opposer à ce que les Juifs construisent dans leurs propres quartiers. En mars 1824, ayant reçu un document en leur faveur du Cadi de Jérusalem, ils décident de commencer alors à reconstruire les logements dans la cour. Mais les travaux sont rapidement bloqués en raison de l'opposition des créanciers arabes et du gouvernement local qui rejettent les documents prouvant la propriété des Juifs sur la cour.
La mission en Europe en  1825 de Solomon Zalman Shapira pour se procurer le firman nécessaire confirmant leurs droits réels sur la cour et en même temps pour lever des fonds destinés à couvrir les frais déjà engagés pour le déblayage de la cour est un échec, comme le sera celle tentée en 1829 par Rabbi Zalman Zoref, un ancien orfèvre, né en Lituanie.

## 1831–1837 -  Accord de Méhémet Ali et construction de la synagogue Menachem Zion
Avec l'annexion de Jérusalem par Méhémet Ali d'Égypte en 1831, une occasion se présente pour les Peroushim. Ils lui adressent une pétition concernant la reconstruction de la Hourva, mais la permission se fait attendre. Ali appréhende de s'écarter de la tradition ancienne musulmane et du Pacte d'Umar, qui limitent la réparation ou la construction des lieux de prière non-musulmans. Cependant, cinq mois après le tremblement de terre de mai 1834, Ali suspend l'interdiction et autorise les Séfarades à effectuer des réparations sur leurs synagogues déjà existantes. Cette autorisation conduit les Ashkénazes à redoubler d'effort pour obtenir l'autorisation de reconstruire la leur.
Le 23 juin 1836,  lors de son voyage en Égypte, Zalman Zoref, avec l'appui des consuls d'Autriche et de Russie à Alexandrie, obtient le firman longuement attendu.
Il semble que l'obtention de ce décret soit dû à ce qu'on avait évoqué le nom du Baron Salomon Mayer Rothschild de Vienne. Ali espère qu'en donnant sa permission pour la reconstruction de la Hourva, les Rothschild seront enclins à forger avec lui des liens financiers et politiques, qui lui assureraient le soutien politique de la France et de l'Autriche. En fait, l'implication des Rothschild n'est qu'une ruse de Zoref qui, dès qu'il obtient le firman, contacte Hirsch Lehren (en), un riche commerçant d'Amsterdam, président du comité de la Halukka (en), organisation chargée de récolter et de distribuer des fonds pour les Juifs de Palestine, demandant que les fonds promis par son frère pour la construction de synagogues en Palestine soit destinés en priorité à la Hourva. Mais Lehren a des doutes quant à la teneur exacte du firman. Il n'y est pas fait mention d'une autorisation explicite pour la construction d'une grande synagogue. Une lettre envoyée par les dirigeants de la communauté à Moïse Montefiore en 1849 confirme que la permission de reconstruire l'ancienne synagogue n'a pas été accordée, et que seule est autorisée la construction d'habitations dans le domaine.
En septembre 1836, persuadés d'être en possession du firman, les Peroushim commencent à dégager les décombres de la cour de la Hourva. Les fondations de la synagogue d'origine apparaissent et la reconstruction commence. Cependant, les créanciers arabes refusent d'abandonner leurs créances qu'ils ont sur les Juifs, et continuent à bloquer les travaux. Zoref est obligé d'aller en justice afin de demander un nouveau jugement annulant les dettes. Il déclare que les Ashkénazes actuellement présents à Jérusalem ne sont en rien apparentés avec ceux qui ont emprunté l'argent. Il indique aussi qu'une injonction a déjà été passée qui absout les Ashkénazes du paiement de la dette et soutient que le statut turc de limitations annule les dettes des disciples de Juda he-Hassid. La cour statue en faveur des Ashkénazes et la construction du bâtiment continue. Toutefois Zoref doit apaiser les Arabes avec des gratifications annuelles. Mais l'accord ne dure pas et les Arabes tentent de tuer Zoref. Une nuit, un inconnu tire sur lui. Une autre fois, il est blessé à la tête avec un poignard et meurt trois mois plus tard de ses blessures. À la fin, les Peroushim parviennent à construire la modeste synagogue Menachem Zion, qui est dédiée le vendredi 6 janvier 1837. En 1854, une seconde synagogue, plus petite, est construite sur le terrain.

## 1857–1864 - Construction de la synagogue Beis Yaakov
Au début des années 1850, les Perushim envisagent de construire une grande synagogue sur le même site. À la suite de la guerre de Crimée, le gouvernement britannique désire utiliser de son influence grandissante à Constantinople, en intervenant pour le compte de ses sujets juifs vivant à Jérusalem. Le 13 juillet 1854, le consul James Finn, du consulat britannique à Jérusalem, écrit à l'ambassadeur britannique à Constantinople, lui décrivant le souhait de la communauté ashkénaze forte de 2 000 membres, de construire sa propre synagogue. Il note que les fonds pour la construction ont été recueillis par Moïse Montefiore douze ans auparavant. Il inclut dans sa lettre un firman vieux de 150 ans qui autorise les Ashkénazes à reconstruire leur synagogue en ruine. Comme le titre de propriété de la parcelle de terre est détenu par les membres de la famille Amzalag, sujets britanniques, ils désignent le rabbin Hershell né à Londres, afin de négocier le transfert. Le consulat britannique accepte de donner son approbation au contrat afin d'éviter toute interférence des Turcs. À la fin, le seul problème qui reste en suspens est de savoir si la construction d'une synagogue sur le site d'une ancienne synagogue, peut être considérée comme la réparation d'une ancienne maison de prière, de culte non-musulman, ou comme la création d'une nouvelle synagogue. Dans ce dernier cas, les Turcs doivent accorder une autorisation spéciale. Cependant, en 1856, grâce à l'intervention personnelle de Sir Moïse Montefiore, un firman impérial autorise la construction de la synagogue.
Une fois la permission obtenue, l'autre épreuve importante que doit affronter la communauté appauvrie, est de rassembler des fonds pour l'édifice. La collecte de dons est effectuée dans l'ensemble de la diaspora. L'un des émissaires important est Jacob Saphir qui part pour l'Égypte en 1857 et ne retourne qu'en 1863, après avoir visité le Yémen, Aden, les Indes, Java, l'Australie, la Nouvelle-Zélande et Ceylan. Le don le plus important provient de Yehezkel Reuben, un riche Juif séfarade de Bagdad, qui donne la somme de 100 000 piastres sur le million nécessaire. Son fils Menashe et sa fille Lady Sasson compléteront plus tard sa donation. L'ensemble des dons de la famille Reuben couvre plus de la moitié du coût de la construction. Cela marque une étape importante dans l'unité des communautés séfarade et ashkénaze de la ville. Un autre contributeur est le roi Frédéric-Guillaume IV de Prusse, dont le nom est inscrit au-dessus de l'entrée, avec les noms des autres bienfaiteurs. Il autorise aussi la collecte de fonds parmi ses sujets juifs. Au travers de toute l'Europe de l'Ouest, des émissaires recherchent des donations avec le slogan: « Méritez la vie éternelle avec une pierre ».
Le 11 avril 1857, la première pierre de l'édifice est posée en présence du grand-rabbin de Jérusalem Shmuel Salant (en), qui a été très actif pendant la levée des fonds nécessaires. Certaines pierres du bâtiment sont achetées à la Plantation Industrielle où de pauvres Juifs aident à l'exploitation des carrières et à la mise en forme des blocs.

### Aspect général de la synagogue

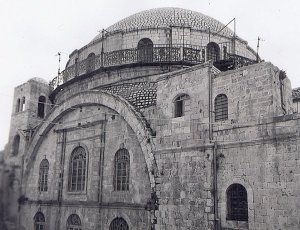
Façade nord

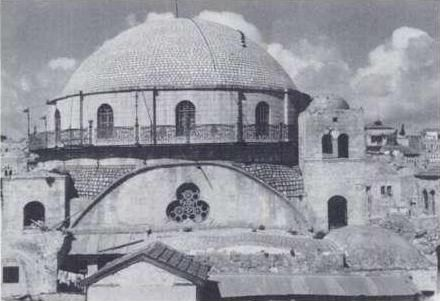
Façade est

La  synagogue est conçue par l'architecte officiel du sultan, Assad Effendi. Construite en style néo-byzantin, elle repose sur quatre pilastres massifs situés aux quatre coins, sur lesquels repose un large dôme. Seule une des tours est terminée; Le dernier niveau et le petit dôme sur le dessus manquent sur les trois autres tours. La façade est couverte de pierres finement taillées et comprend des fenêtres à arc de 13 mètres de haut. La hauteur de la synagogue jusqu'à la base du dôme est d'environ 16 mètres, et jusqu'au sommet du dôme de 24 mètres. Douze fenêtres sont situées autour de la base du dôme qui est entouré d'une véranda permettant d'avoir une vue splendide sur une grande partie de la vieille ville et sur la région autour de Jérusalem. Le bâtiment est un des plus élevés de la vieille ville et est visible des miles à la ronde.

### Intérieur de la synagogue

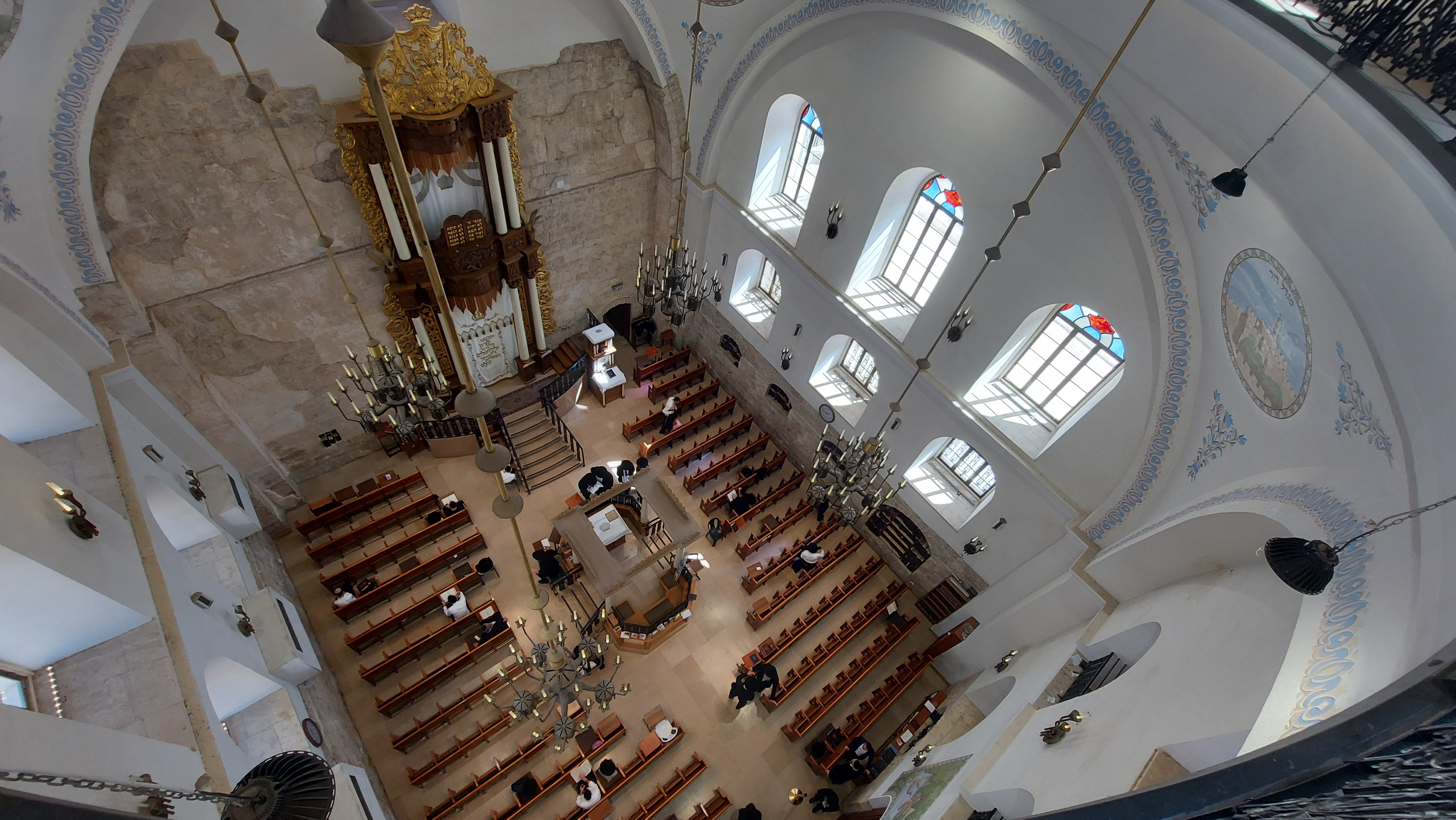
À l'intérieur de la synagogue Hourva. Septembre 2021.

On pénètre dans la salle de prière de la synagogue par une entrée avec trois portes en fer. La salle fait environ 15,5 mètres de long sur 14 mètres de large. Les galeries construites sur trois des côtés de la salle, à l'exception du mur est, sont réservées aux femmes. On y accède par des escaliers situés dans les tours d'angle.
L'Arche sainte avec ses portes ornementales provient de la synagogue Nikolaijewsky située à Kherson en Russie. La synagogue Nikolaijewsky a été utilisée par des cantonistes (conscrits juifs russes, forcés de passer vingt-cinq ans dans l'armée tsariste). L'Arche comprend quatre colonnes corinthiennes et est décorée de ciselures baroques. L'Arche elle-même possède deux niveaux, recouverts par un rideau, et contient les 50 rouleaux de Torah. L'alcôve où se trouve l'Arche est décorée avec de splendides gravures sur bois de fleurs et d'oiseaux. Au-dessus de l'Arche on aperçoit une fenêtre triangulaire dont les angles ont été arrondis, et devant à droite de l'Arche est situé le pupitre du chantre, conçu comme une version miniature de l'Arche à deux niveaux.

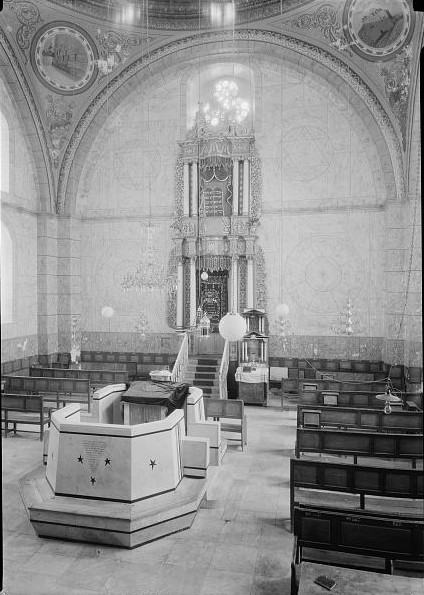
Intérieur de la synagogue, vers 1935

Au centre de la synagogue était située initialement une haute bimah en bois, qui fut remplacée ultérieurement par une tribune plane recouverte de plaques de marbre.
De nombreux chandeliers en cristal pendent du dôme. Le dôme lui-même est peint en bleu ciel et parsemé d'étoiles en or. Des fresques avec des motifs religieux, tels que des étoiles de David, des menorot, le Mont Sinaï et les Dix Commandements décorent chacun des murs. Aux quatre coins, les peintures de quatre animaux conformément au texte du Pirke Avot (Maximes des pères): « Soit fort comme le léopard et rapide comme l'aigle, léger comme le daim et brave comme le lion pour obéir à la volonté de votre Père qui est au Cieux ».  
Une des donations les plus généreuses vient de Pinchas Rosenberg, le tailleur de la cour impériale de Saint-Pétersbourg. L'émissaire envoyé de Jérusalem pour collecter des fonds pour la synagogue, rabbi Hayim ha-Levy, raconte dans son journal intime que Rosenberg a spécifié en détail l'utilisation exacte de son argent. Parmi les pièces achetées avec son argent, figurent deux grands candélabres en bronze, un chandelier de Hanoucca en argent, qui fut livré « miraculeusement » le 1er Tébeth [1866], précisément à temps pour allumer la dernière des huit bougies de Hanoucca, et une porte en fer, fermant le dessous de l'Arche afin de mettre en lieu sûr le chandelier. En plus, son argent a servi à la construction « d'une belle grille en fer forgé autour du toit, en dessous des fenêtres supérieures, de façon à faire une véranda, pour que nos frères qui  feront le pèlerinage aperçoivent notre Temple abandonné, ainsi que d'une cloison pour les femmes pour la fête des Tabernacles et de Sim'hat Torah ».

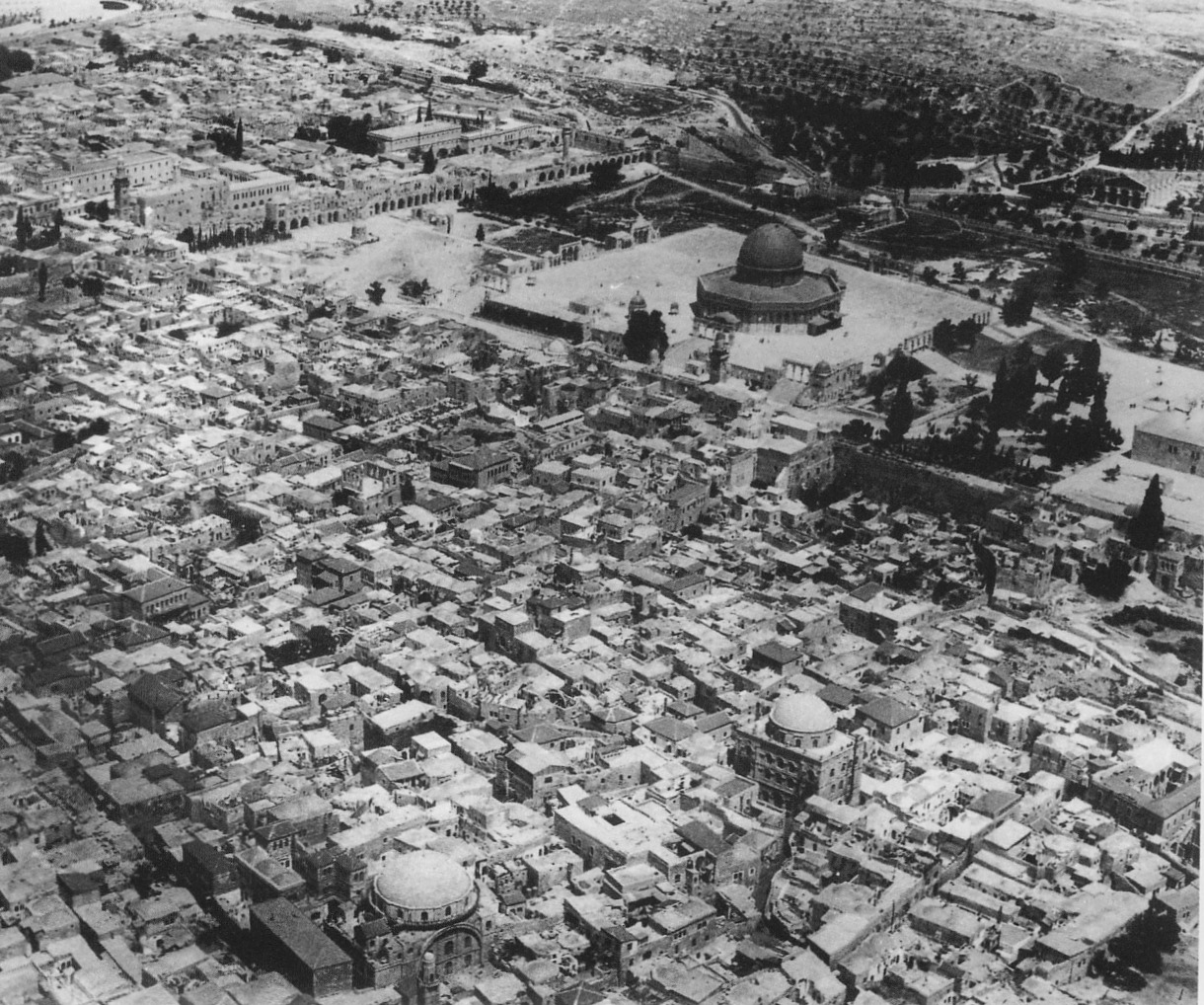
Au premier plan, le quartier juif de Jérusalem, avec les dômes de la synagogue Hourva (reconnaissable avec son arche) et de la synagogue Tiferet Israel, toutes les deux détruites en 1948 par la Légion arabe. En arrière-plan, l'esplanade du Temple avec la mosquée al-Aqsa. Photo vers 1900

## 1864–1948 -  Les années dorées
Les travaux de construction progressent lentement en raison du manque d'argent, et il faut huit ans pour que le bâtiment soit terminé en 1864. La nouvelle synagogue est dédiée par le baron Alphonse de Rothschild, frère d'Edmond James de Rothschild, qui a voué une grande partie de sa vie à aider les Juifs de Palestine. La synagogue est officiellement nommée Beis Yaakov (« maison de Jacob »), en mémoire de leur père James (Yaakov) Rothschild. Cependant, les habitants de Jérusalem continueront à l'appeler la Hourba. En signe de reconnaissance pour le gouvernement britannique, le consul de Grande-Bretagne à Jérusalem, James Finn, est invité à la cérémonie de dédicace, qui comprend un office d'action de grâces. Il décrira les « magnifiques chants et antiennes en hébreu », les rafraîchissement offerts à la suite et la musique russe et autrichienne.
Pendant les 84 années suivantes, le bâtiment est considéré comme la plus belle et la plus importante synagogue en Terre d'Israël. Elle abrite aussi la Yechiva Etz Chaim, la plus grande yechiva de Jérusalem. Elle est au centre de la vie spirituelle juive dans la ville et est la demeure des grands rabbins ashkénazes de Palestine et de Jérusalem.
Lors d'un séjour à Jérusalem en 1866, Moïse Montefiore visite la célèbre synagogue Hourva, offrant un plastron en argent pour l'un des rouleaux de Torah. Quand il y retourne en 1875, une foule de 3 000 Juifs est là pour le remercier. 
Le 3 février 1901 un office funèbre à la mémoire de la reine Victoria est célébré dans la synagogue en remerciement de la protection accordée aux Juifs de Jérusalem par les Britanniques. L'office est présidé par le grand rabbin ashkénaze Shmuel Salant (en). Selon le compte rendu publié dans le Jewish Chronicle, le grand bâtiment « était rempli à sa capacité maximum et les policiers devaient contenir la foule qui essayait en vain d'entrer par force ».

## 1948 -  Guerre israélo-arabe et destruction de la synagogue

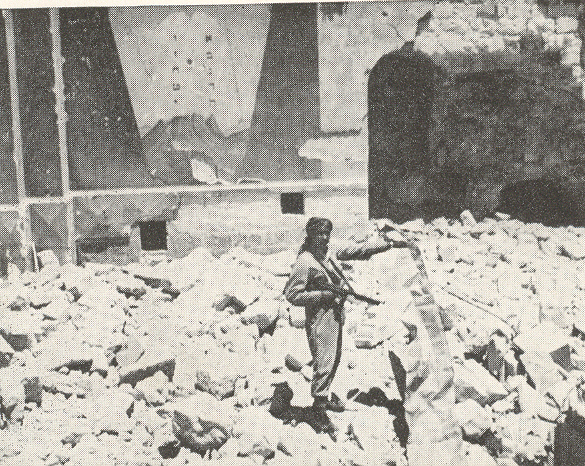
Un soldat arabe profanant un texte sacré au milieu de la synagogue détruite, 1948

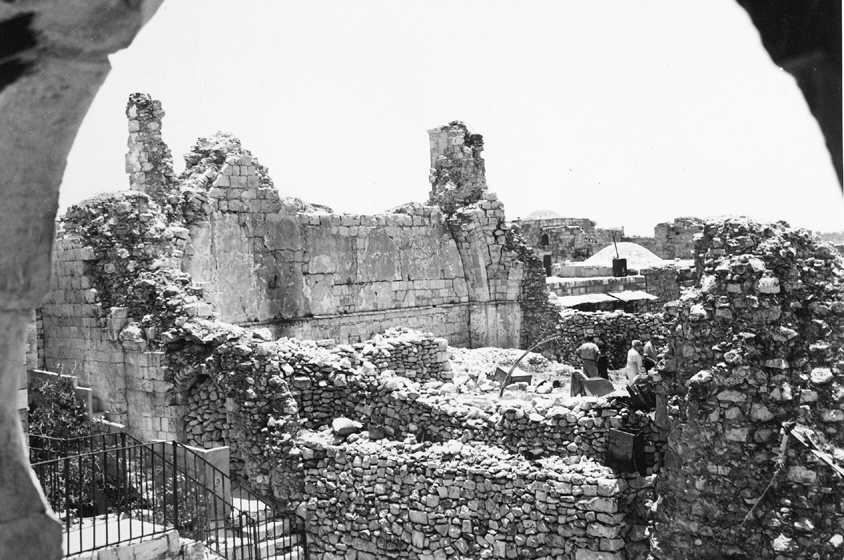
La synagogue détruite, 1967

Le 25 mai 1948, pendant le siège de la vieille ville, le commandant de la Légion arabe jordanienne, le major Abdullah el-Tell, écrit à Otto Lehner de la Croix-Rouge pour l'avertir que si la Haganah n'abandonne pas ses positions dans la synagogue et sa cour attenante, il serait forcé de l'attaquer. Moshe Russnak, commandant de la Haganah dans la Vieille Ville, ignore cette mise en garde, sachant que si la Hourva tombe, la bataille pour le quartier juif sera irrémédiablement perdue.
Le 26 mai la Légion arabe jordanienne lance un ultimatum demandant aux Juifs de se rendre dans les douze heures, sinon la Hourva sera bombardée.
Le 27 mai, el-Tell, n'ayant reçu aucune réponse à son ultimatum, ordonne à ses hommes « de prendre la Hourva avant midi ». Fawzi el-Kutub va exécuter la mission en plaçant un tonneau de 200 litres, rempli d'explosifs contre un des murs de la synagogue. L'explosion provoque un trou béant et les combattants de la Haganah vont se battre en vain pendant quarante-cinq minutes afin d'empêcher les légionnaires d'entrer. Quand finalement ils arrivent à pénétrer, ils tentent alors d'atteindre le sommet du dôme afin d'y planter un drapeau arabe. Les trois premiers légionnaires sont abattus par des tireurs embusqués, mais le quatrième réussit à planter le drapeau. Le drapeau arabe flottant sur le point culminant de la Vieille Ville signale le triomphe de la Légion. Peu de temps après, une énorme explosion réduit la synagogue et la yechiva Etz Chaim attenante en une ruine,.
La réponse à la question de savoir qui, de la Légion arabe ou de la Haganah qui l'avait transformée en son dernier bastion, est responsable de la destruction de la synagogue est toujours en suspens. Ce qui est sûr, c'est que le bâtiment a été délibérément miné et soufflé après la capture de la zone par les Arabes. El-Tell écrit en 1959 que « les opérations de destruction calculée avaient été mises en œuvre car le quartier juif n'avait pas de valeur stratégique. Ses bâtiments et ses édifices religieux ne furent pas détruits pendant la bataille. Tout cela s'est déroulé après que les activités militaires eurent cessé ».

## Plans pour la construction d'une nouvelle synagogue
À la suite de la guerre des Six Jours en 1967, plusieurs plans sont envisagés pour la construction d'une nouvelle synagogue dans le cadre de la réhabilitation totale du Quartier juif. De nombreuses personnalités religieuses et politiques soutiennent le projet de reconstruction de la synagogue à l'original, « où elle était, comme elle était ». Cependant la Société de développement du Quartier juif, chargée de la restauration du Quartier juif, s'y oppose fermement. Leur raisonnement est axé sur un certain nombre de facteurs :
- Les planificateurs et les architectes impliqués dans le développement du secteur sont tous séculaires. Ils soulignent la nature nationale du projet et rejettent le caractère religieux du secteur.
- Quand « reconstruction » devient la position officielle des milieux religieux et de droite, l'affaire prend un tour plus politique. Ils désirent promouvoir l'unité et pensent que la reconstruction de la synagogue pour un groupe particulier sera mal perçue par les autres communautés.
- Contrairement à la conception du XIXe siècle où on cherchait à se fondre dans un paysage oriental/arabe, les architectes israéliens désirent que le bâtiment reflète leur identité occidentale moderne.
- Bien qu'il ait été possible de reconstruire la synagogue à l'identique, les architectes et les maçons appréhendent leur manque de qualification et de connaissances suffisantes en technologie de construction traditionnelle. De plus, la plupart des pierres d'origine sculptées et les éléments de décoration ont été dispersés, rendant la « reconstruction » difficilement réalisable. Influencés par la créativité de l'architecture contemporaine, ils préconisent la construction d'une nouvelle Hourba suivant les plans d'un architecte reconnu[16].

### 1968–1973 -  Les plans Kahn
Rabbi Shlomo Zalman Tzoref, le responsable de la campagne pour la reconstruction de la Hourva, est l'arrière arrière-petit-fils de Ya'acov Salomon. Il consulte Ram Karmi, l'un des plus prestigieux architectes israéliens, qui lui recommande Louis Kahn, un architecte américain mondialement connu, qui est aussi un des membres fondateurs du Comité pour Jérusalem. Entre 1968 et 1973, Kahn présente trois projets pour la reconstruction. Les ruines doivent être incorporées dans un jardin mémorial, avec une nouvelle structure construite sur un lot adjacent et une promenade, la « route des Prophètes », menant jusqu'au mur des Lamentations.
Kahn propose une structure à l'intérieur d'une autre structure. La structure extérieure est composée de 16 piliers couverts de pierres de Jérusalem dorées, découpées dans des blocs de dimensions semblables à ceux du Mur des Lamentations. Aux quatre coins de la grande structure de deux étages et de 12 mètres de haut, délimitées par les poteaux, se trouvent de petites alcôves pour la méditation ou la prière individuelle. La pièce intérieure, avec quatre pyramides inversées en béton supportant le toit du bâtiment, est utilisée pour les offices journaliers et permet de larges foules pour les chabbats et les fêtes. Les maquettes de Kahn sont alors exposées au musée d'Israël. L'ancien maire de Jérusalem, Teddy Kollek écrit en 1968 à Kahn que : la décision concernant ses plans est essentiellement une décision politique. « Devons-nous avoir dans le quartier juif un bâtiment de première importance qui rivalise avec la mosquée et le Saint-Sépulcre, et devons-nous, plus généralement, avoir un bâtiment quelconque qui rivalise en importance avec le mur des Lamentations ? » Quand Kahn décède en 1974, son projet est définitivement abandonné.
L'architecte Moshe Safdie de Boston, qui a beaucoup construit à Jérusalem et a étudié avec Kahn à Philadelphie, est aussi favorable à la reconstruction de la synagogue, en utilisant des plans modernes : « C'est absurde de reconstruire la Hourva comme si rien ne s'était passé. Si nous avons le désir de la reconstruire, ayons le courage de le faire faire par un grand architecte ».

### 1977–1981 -  Arche commémorative et désaccord sur la reconstruction
Comme aucune solution permanente ne peut être trouvée, une solution temporaire et symbolique est approuvée. En 1977, une des quatre arches qui initialement soutenaient le dôme monumental de la synagogue est recréée. Cette arche en pierres de 16 mètres de haut, conçue par deux architectes, enjambe l'espace où autrefois se trouvait la Hourba. La hauteur du bâtiment original, dôme compris, était deux fois plus haute que l'arche symbolique. L'arche avec les ruines du bâtiment et les panneaux explicatifs forment ainsi une évocation austère de ce qui autrefois occupait le site.

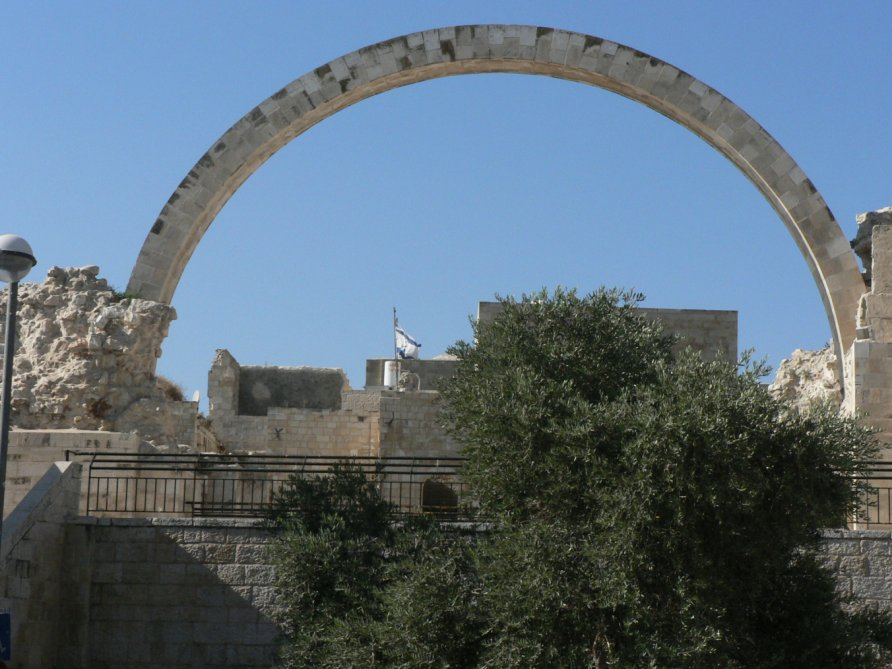
L'arche commémorative construite après la guerre des Six Jours

Alors que les débats sur les différentes façades possibles pour le bâtiment proposé, dont certaines ne s'assortissent pas du tout avec l'esthétique du Quartier juif, se prolongent, Sir Charles Clore (en), un ressortissant britannique, prend l'initiative et accepte de financer le projet, sous condition que celui-ci soit terminé dans un nombre d'années spécifié. Son vœu est de voir le projet terminé avant sa mort. De 1978 à 1981, l'architecte anglais, Sir Denys Lasdun dessine des plans qui adhèrent de plus près à l'original, mais cependant pas suffisamment, car les plans sont rejetés par le premier ministre Menahem Begin, et le ministre de l'intérieur refuse de signer les papiers permettant de démarrer la construction. Le temps passe et la Hourva n'est pas reconstruite. Néanmoins, la fille de Sir Charles décide de financer la création d'un des rares espaces libres dans le Quartier juif, adjacent à la synagogue en ruine.

## 2000 -  Approbation pour la reconstruction à l'original

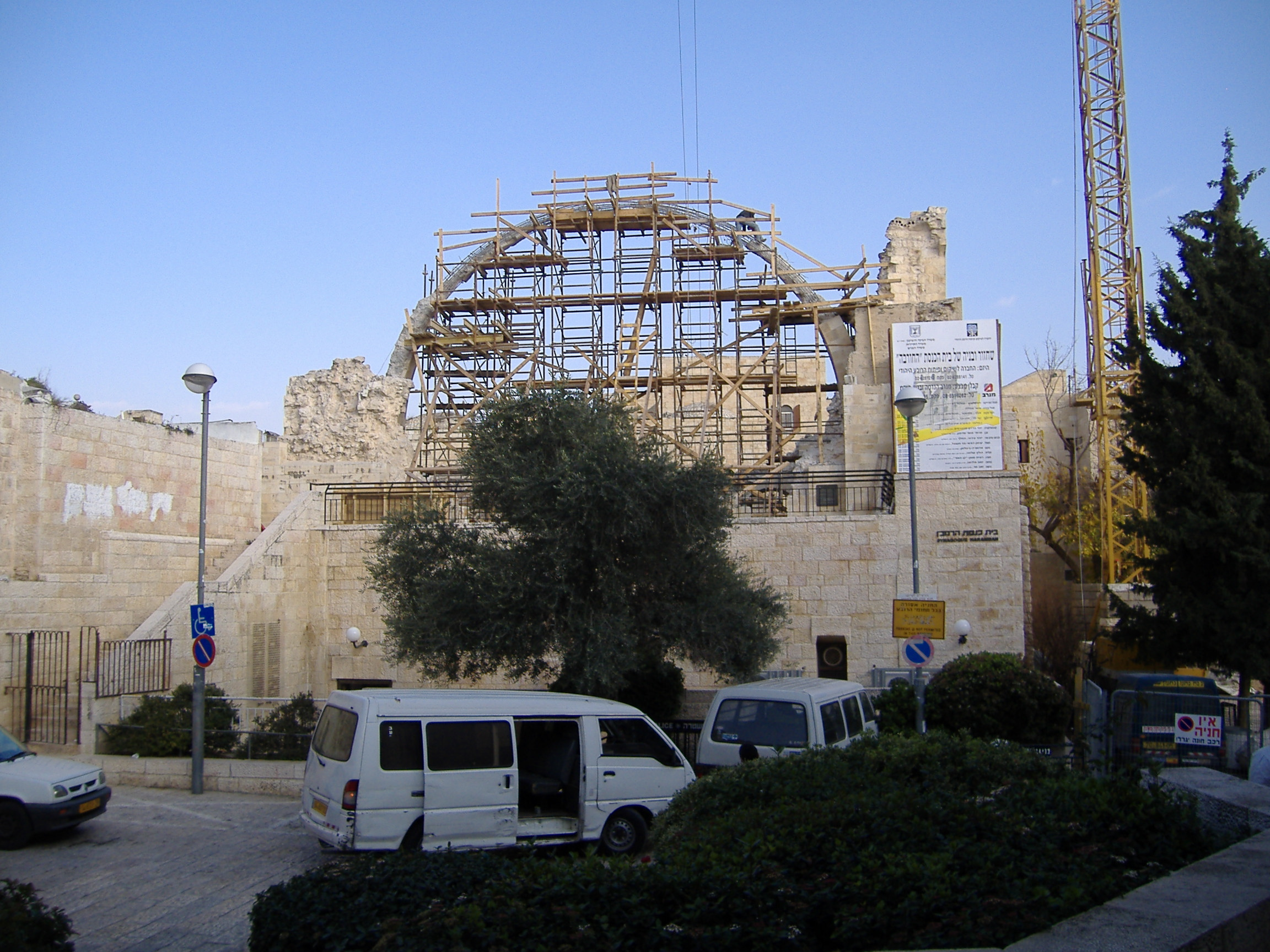
Janvier 2006: début des travaux de reconstruction

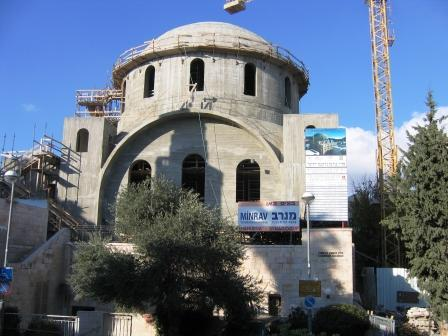
Décembre 2007 : vers la fin des travaux de reconstruction

Les plans pour la reconstruction de la synagogue dans son style d'origine, reçoivent l'approbation du gouvernement israélien en 2000. L'architecte de Jérusalem, Nahum Meltzer, reçoit la commission avec comme instruction de s'en tenir le plus près possible des plans du XIXe siècle. Meltzer estime que : « aussi bien pour le respect de la mémoire historique du peuple juif que pour le respect de la zone à construire de la Vieille Ville, il est de notre devoir de restaurer la gloire perdue et de reconstruire la synagogue Hourva comme elle était ». La Société de développement du Quartier juif, financée par le gouvernement, convainc ce dernier à affecter la somme de 6,2 millions de dollars, soit 24 millions de nouveaux shekalim (ILS), correspondant à environ 85 pour cent du coût, pour la reconstruction de la vieille synagogue, les 15 autres pour cent provenant de donateurs privés. En fin de compte, le gouvernement ne paiera que 11 millions d'ILS, le reste des fonds étant fourni par un riche homme d'affaires et philanthrope juif ukrainien, Vadim Rabinovitch.

## 2003 -  Fouilles archéologiques
En juillet et août 2003, avant que ne commencent les travaux, des fouilles sont entreprises à l'intérieur de la Hourva. Elles sont menées par l'Institut d'archéologie de l'Université hébraïque de Jérusalem et par la Société israélienne d'exploration. Les fouilles sont financées par la Société de développement du Quartier juif de Jérusalem. Avant les fouilles, l'Administration des antiquités d'Israël supervise la dépose du sol en pierres qui avait été posé après la guerre des Six Jours en 1967. La terre est retirée jusqu'à une profondeur de deux mètres sur une surface de 300 mètres carrés. Les travaux révèlent l'existence de quatre périodes principales d'occupation : pendant la période du Premier Temple (800-600 AEC), pendant la période du Second Temple (100 EC), sous l'Empire byzantin et sous l'Empire ottoman.

## 2005–2010 -  Reconstruction de la synagogue

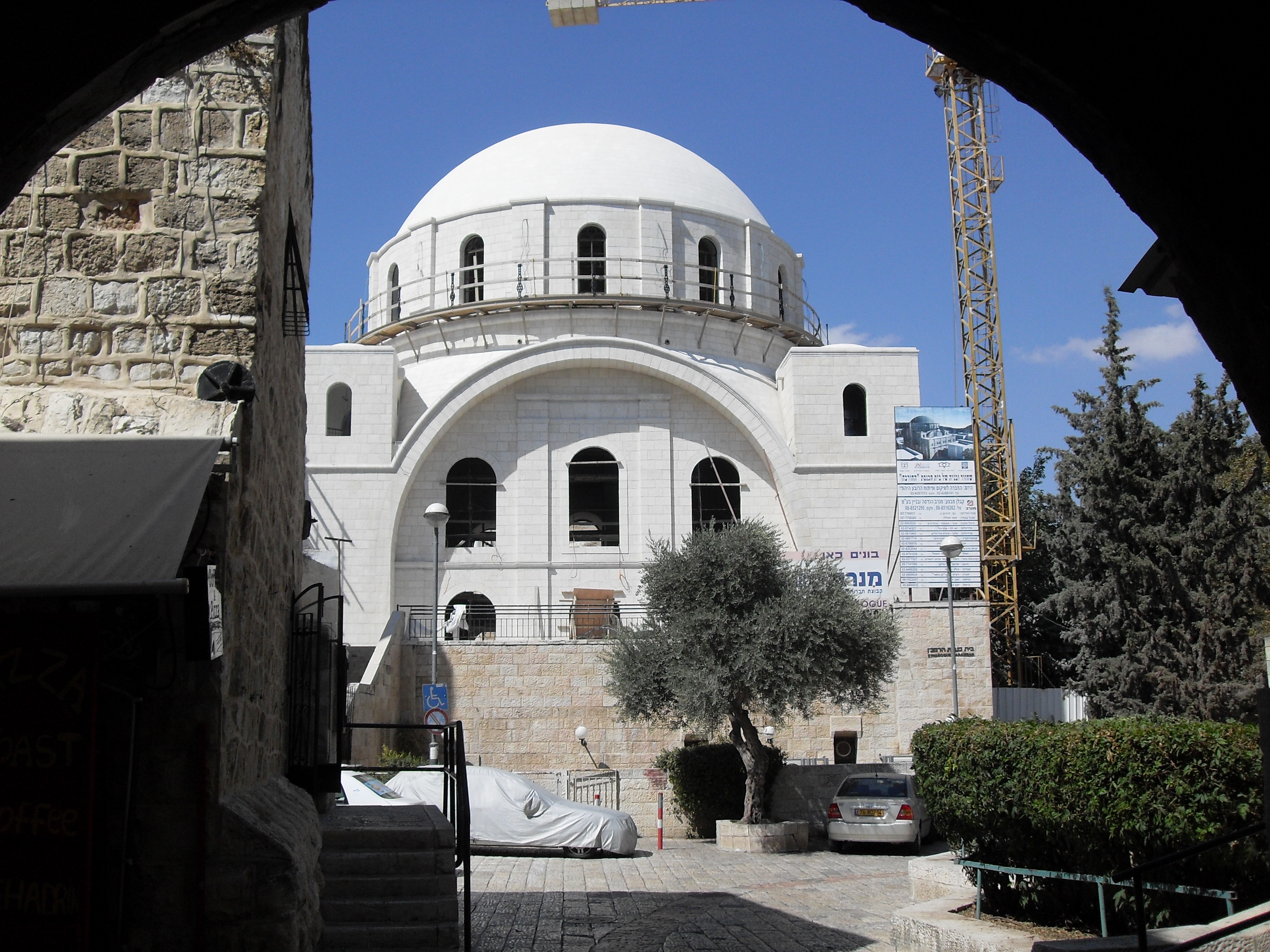
en septembre 2009

La reconstruction débute en 2005 après des recherches historiques minutieuses pour se terminer début 2010.
Le 15 février 2007, pendant les travaux de reconstruction, le rabbin Simcha HaCohen Kook, rabbin de Rehovot, est nommé rabbin de la Hourva. Un certificat de confirmation est signé par les principaux rabbins, dont Yosef Shalom Eliashiv. Menahem Porush, qui se souvenant de la grandeur du bâtiment original, indique comme il est transporté de joie de voir l'accomplissement du rêve auquel il n'avait jamais renoncé, la reconstruction de la Hourba.
Au terme de la reconstruction, la synagogue est inaugurée le 14 mars 2010 (28 adar 5770 selon le calendrier hébraïque), ce qui est le prétexte de manifestations du Hamas. Selon le Figaro, « le Hamas dénonce la reconstruction de la synagogue de la Hourva, dans le quartier juif de la Vieille Ville comme une menace dirigée contre la mosquée al-Aqsa toute proche, et la partie d'un plan visant à reconstruire le temple biblique de Salomon et d'Hérode à la place des Lieux saints musulmans. Que ces projets ne soient défendus que par une poignée de sionistes religieux millénaristes importe peu, dans un conflit où les perceptions ont plus d'importance que la réalité ». Quant à Leila Shahid, représentante de l'Autorité palestinienne auprès de l'Union européenne, elle dénonce le 17 mars, au micro de France Inter, la « construction d'une synagogue en face de la grande mosquée de Haram al-Sharif » (sic), sans rappeler que cette synagogue détruite en 1948 se situe, non pas en face du Haram al Sharif mais au cœur du quartier juif de la vieille ville de Jérusalem.

## Galerie
(novembre 2020).

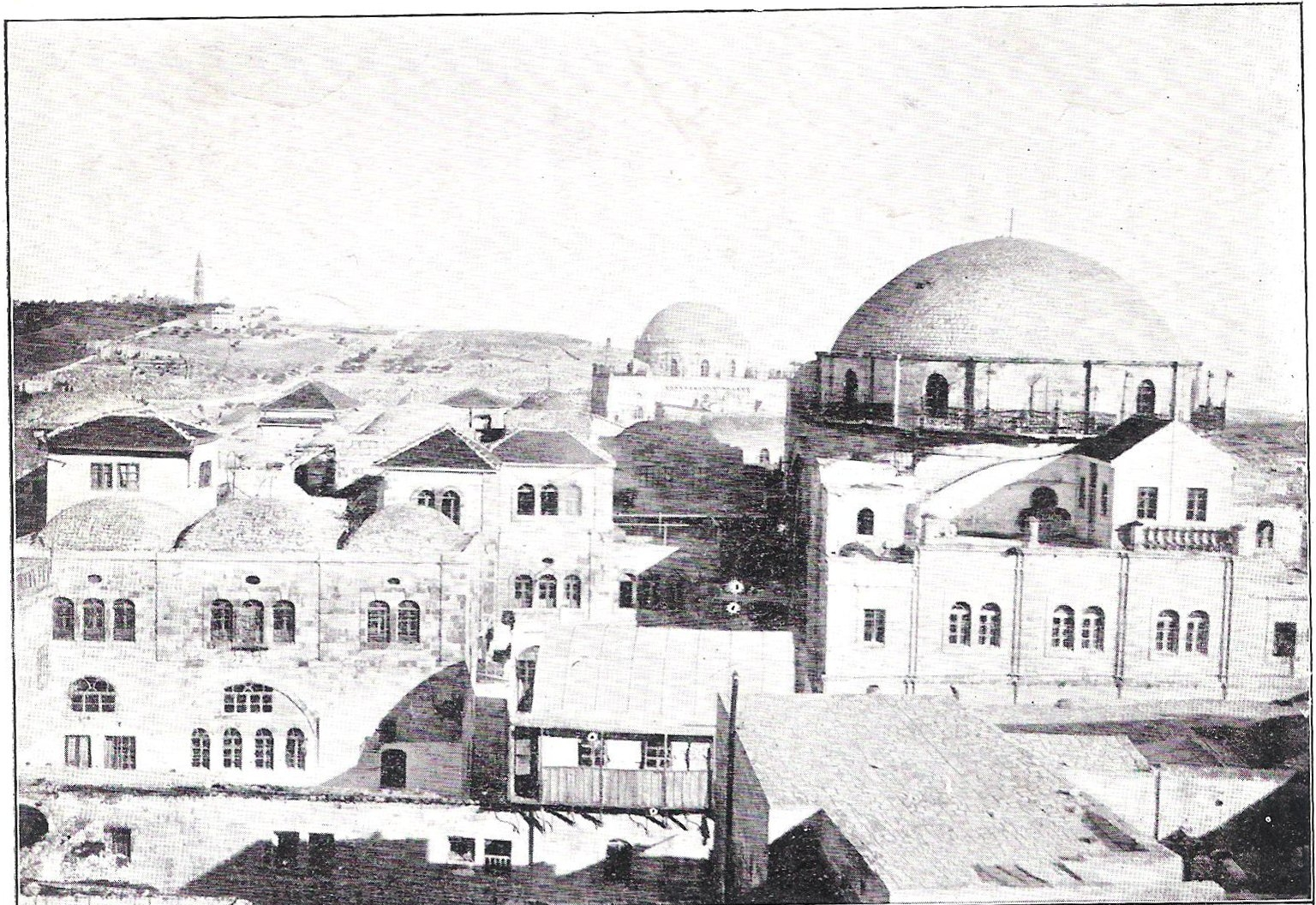
Synagogue de Rabbi Yehouda he-Hassid, c. 1898
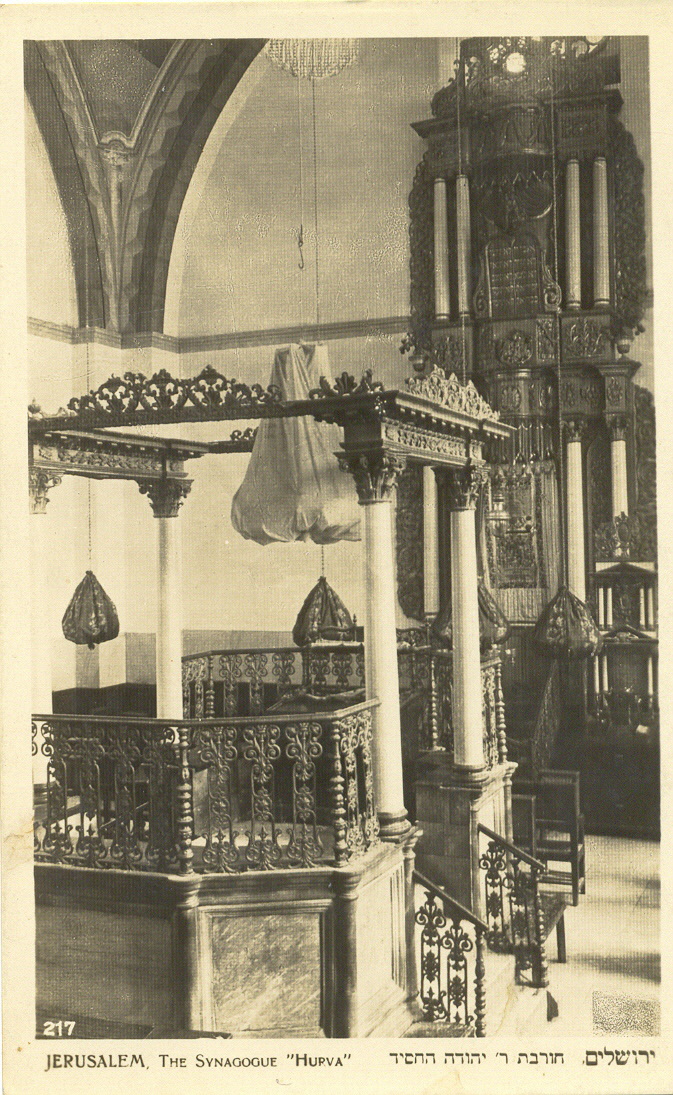
Intérieur en 1920
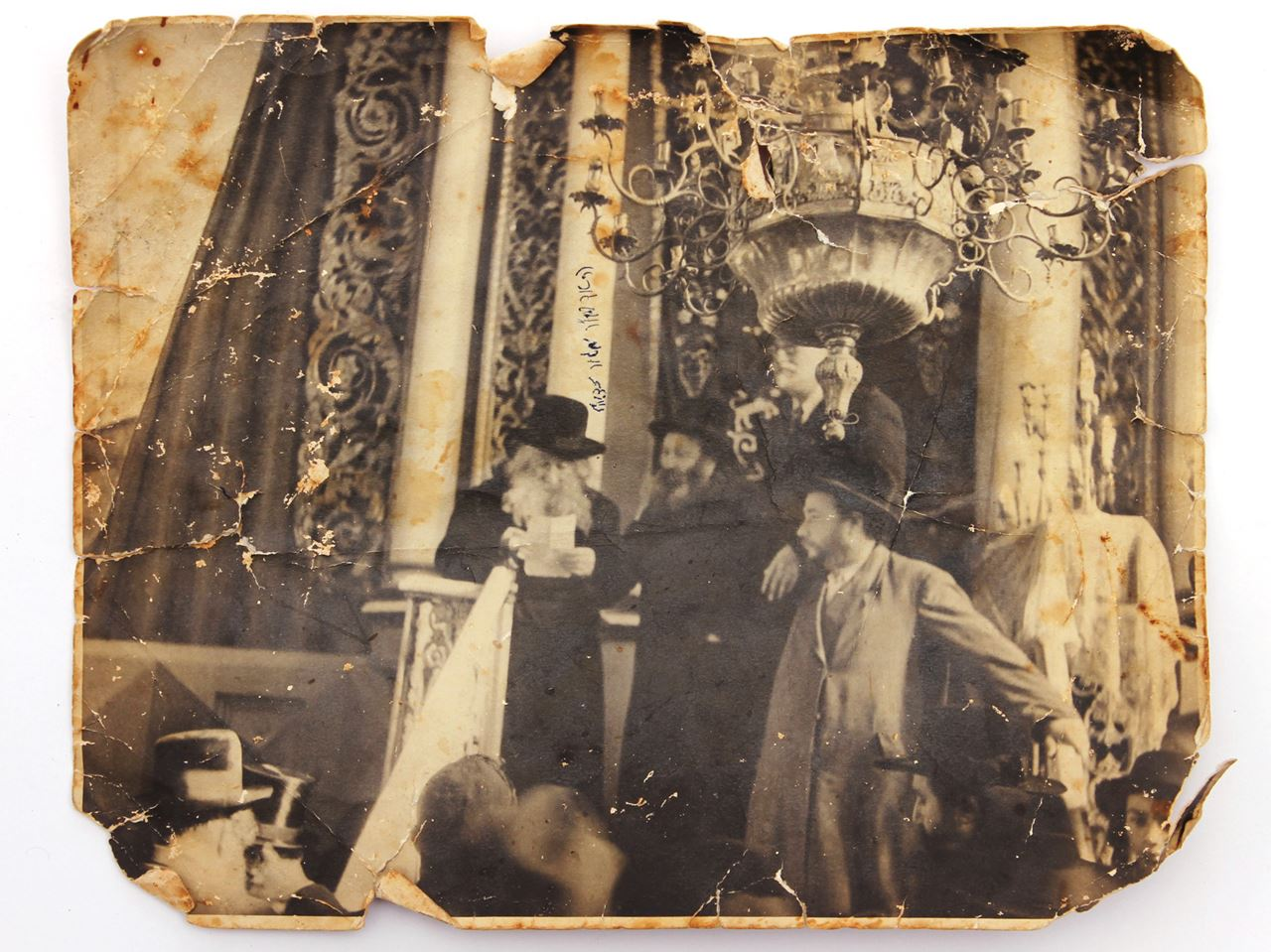
Rabbins devant l' Arche sainte, 1942
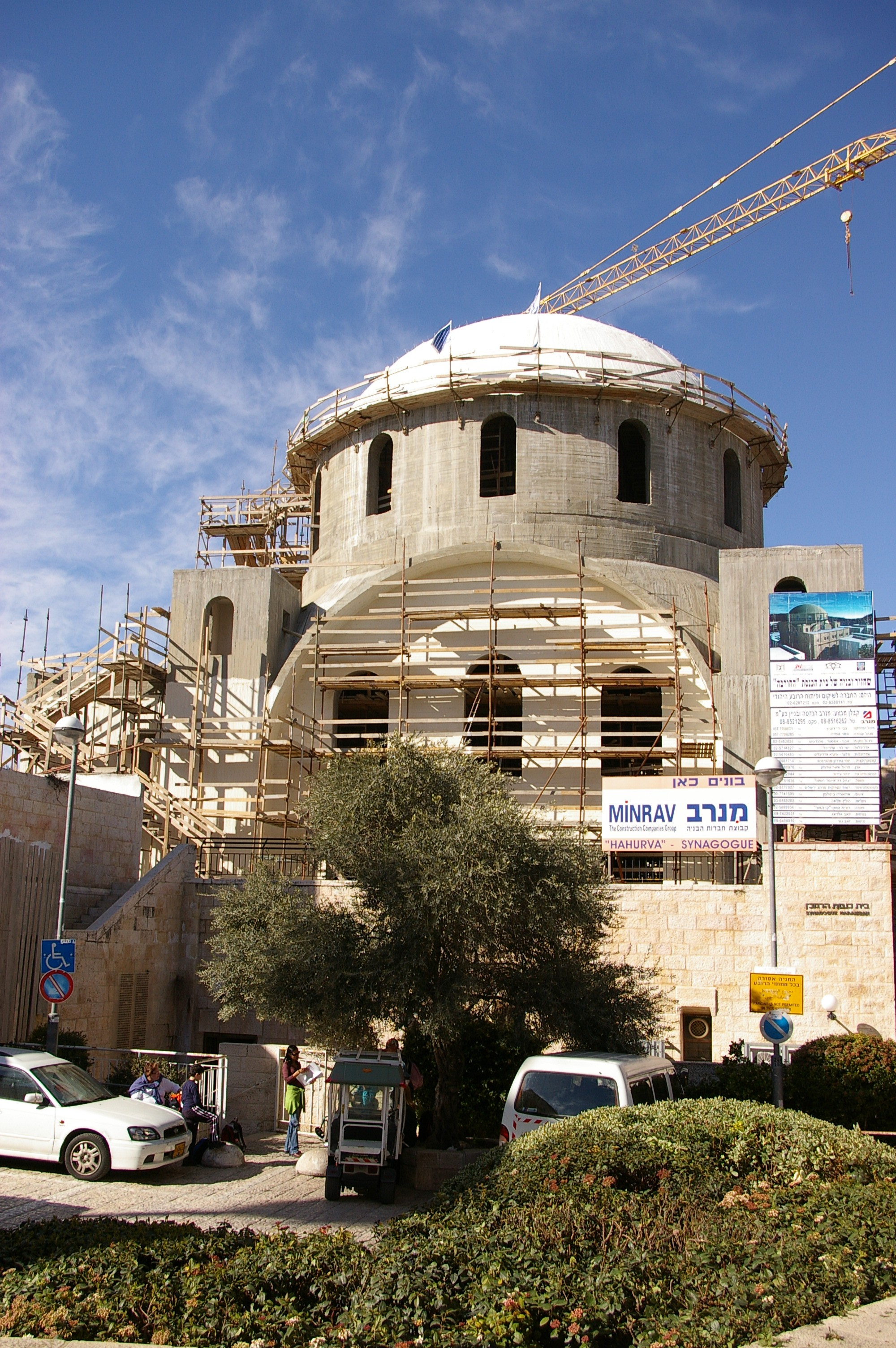
En reconstruction, 2008
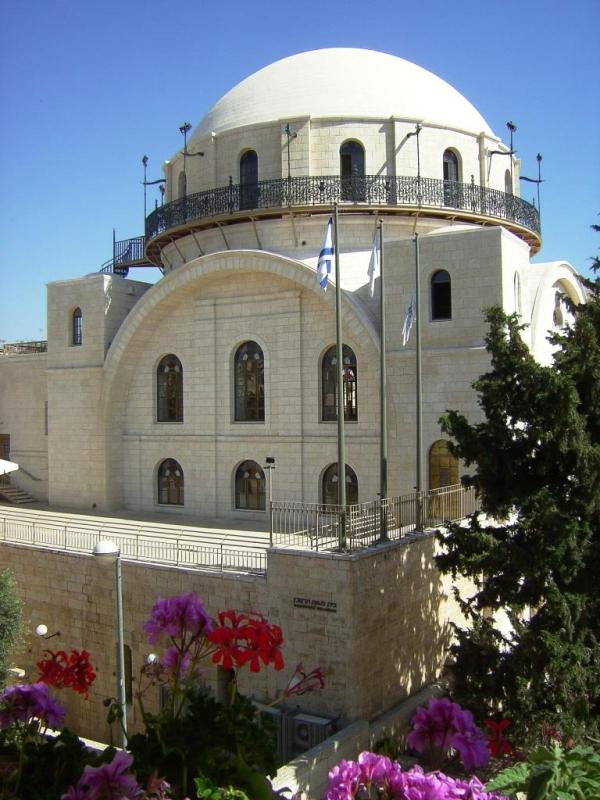
Extérieur de la Synagogue Hourva, 2010
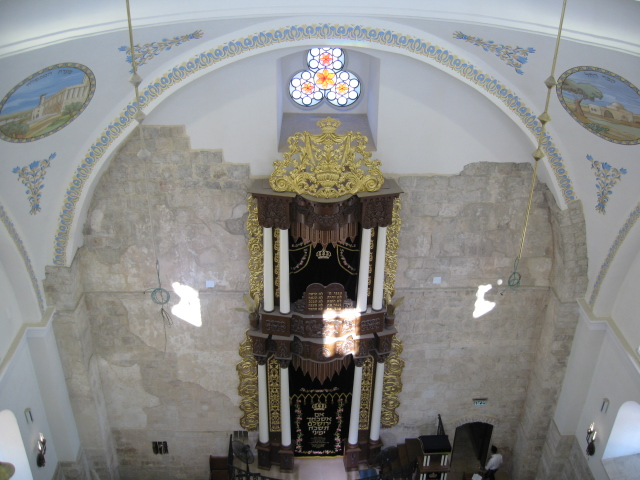
Intérieur de la synagogue avec les vestiges de celle de 1864
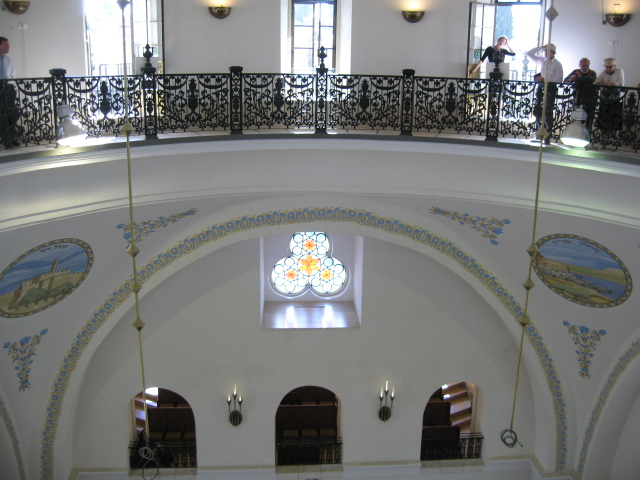
Galerie supérieure
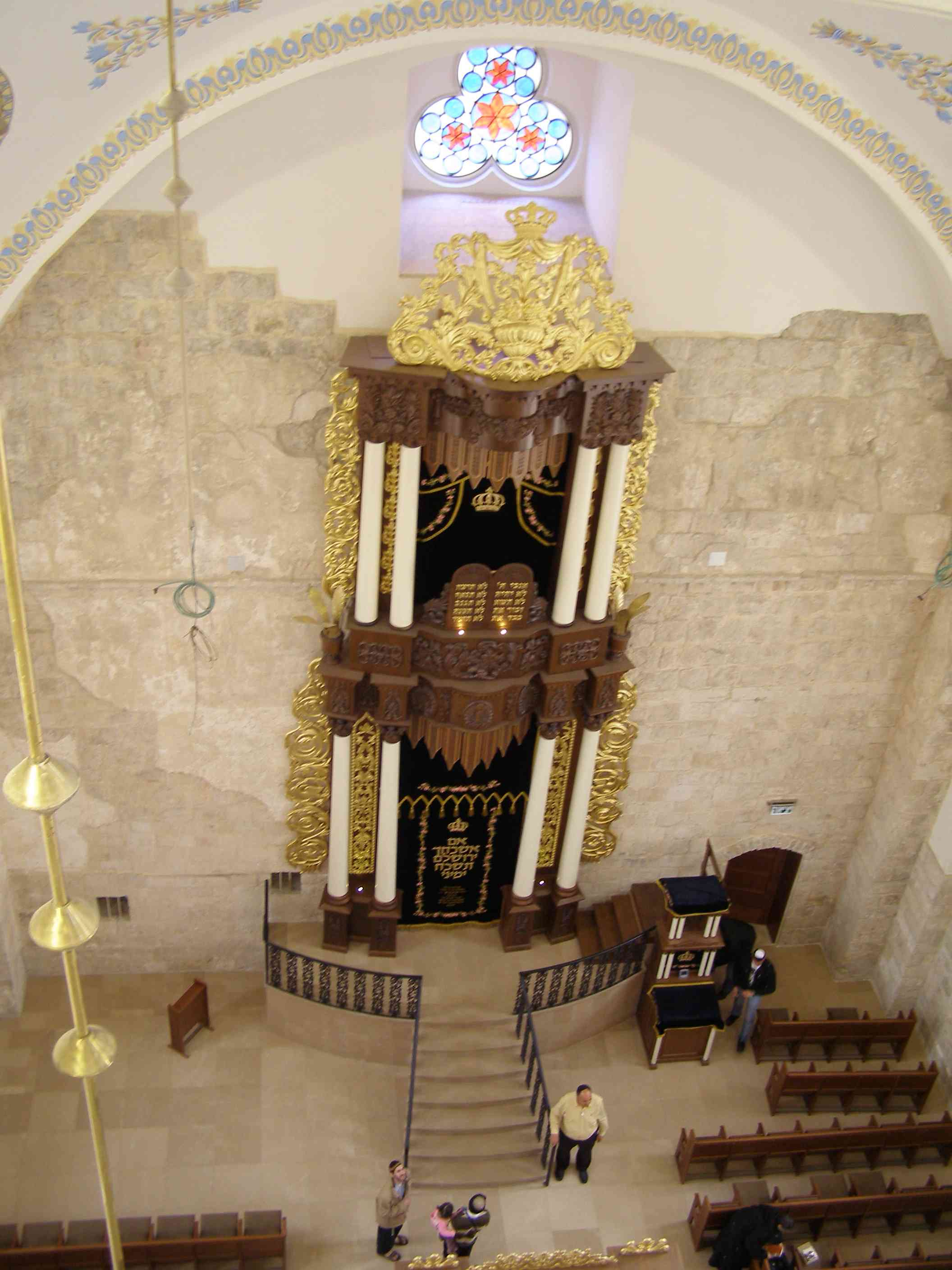
Arche sainte, avec les Tables de la Loi
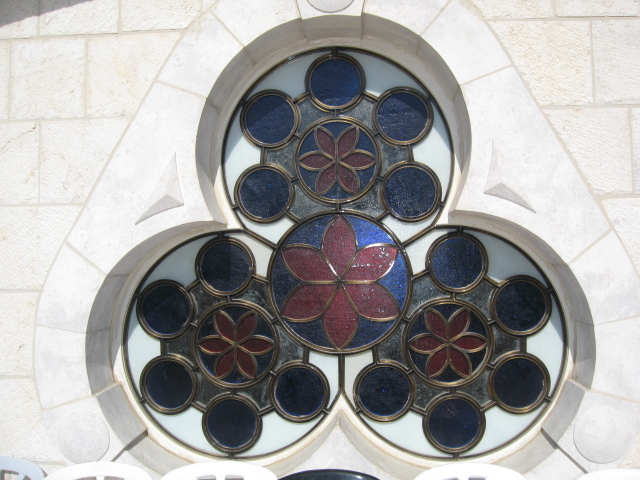
Vitrage, extérieur
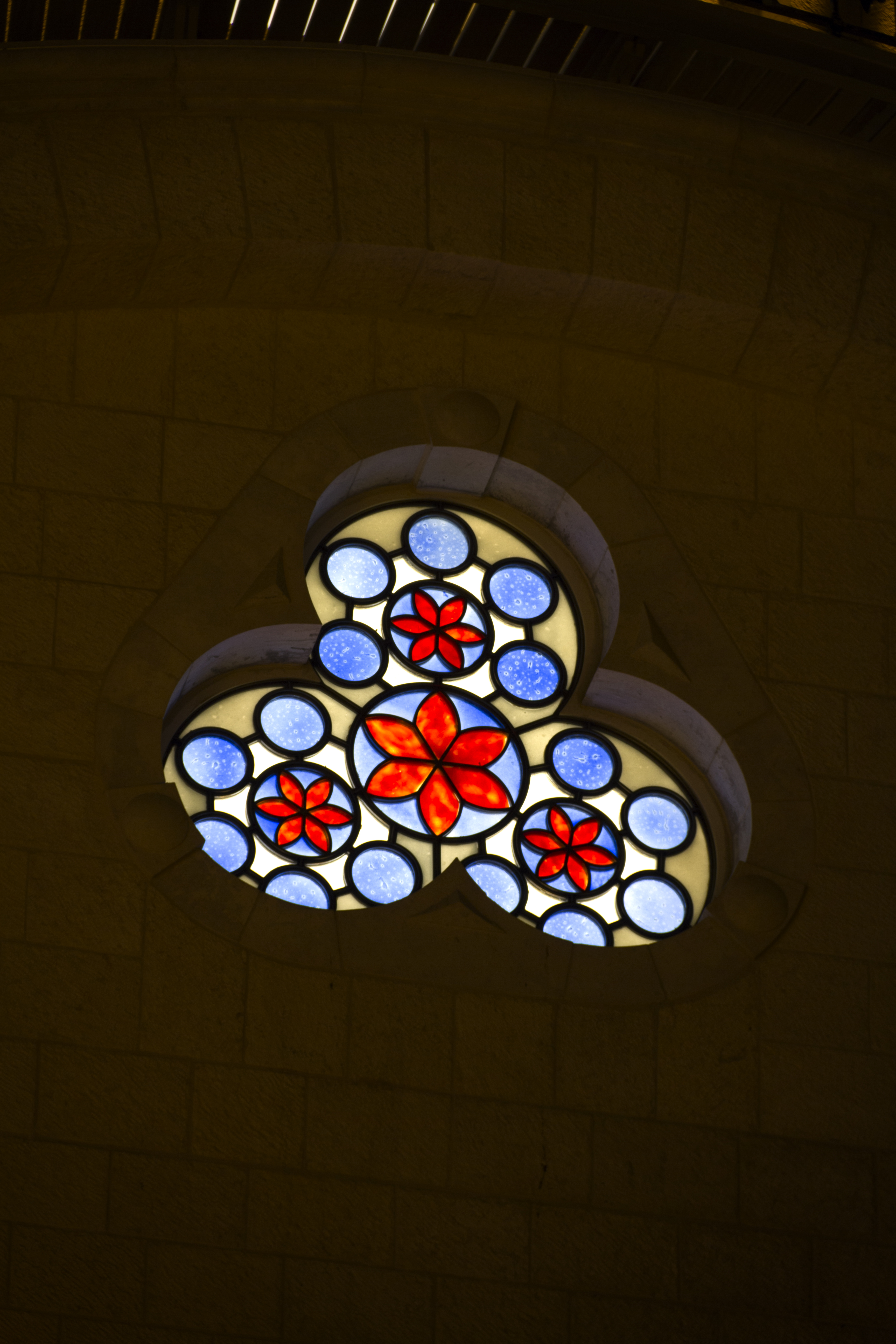
Vitrage, intérieur
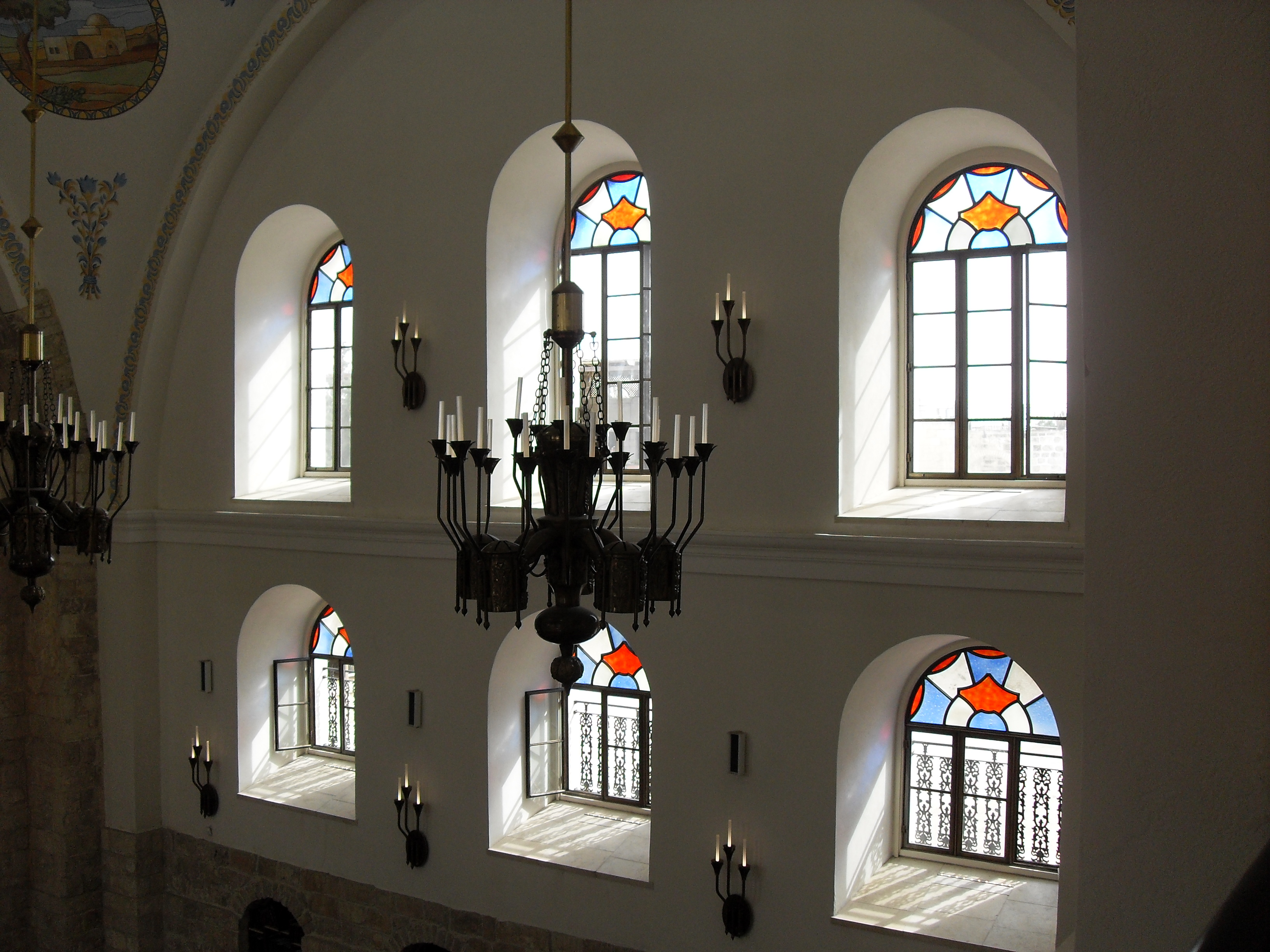
Le mur sud
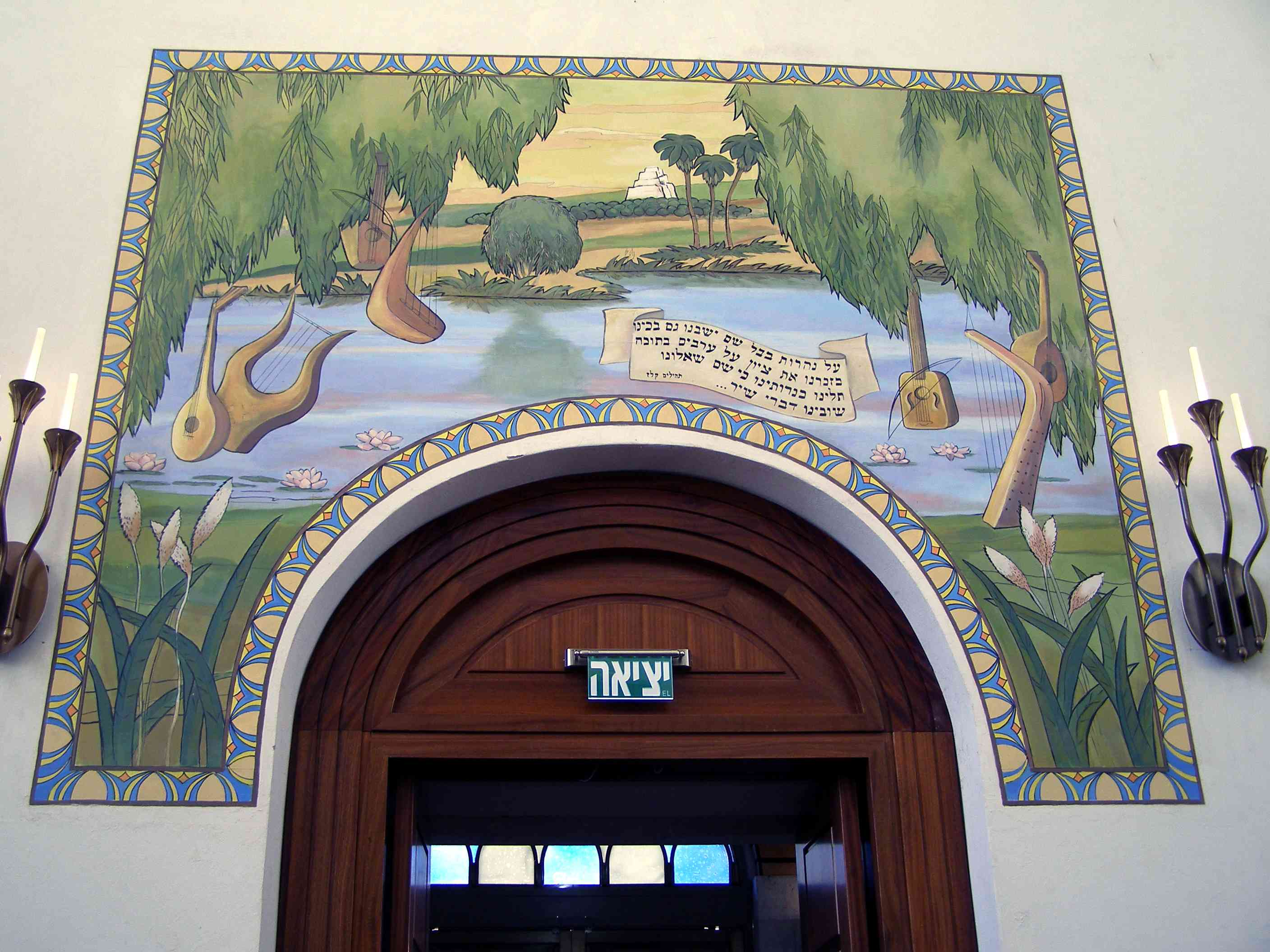
Peinture murale
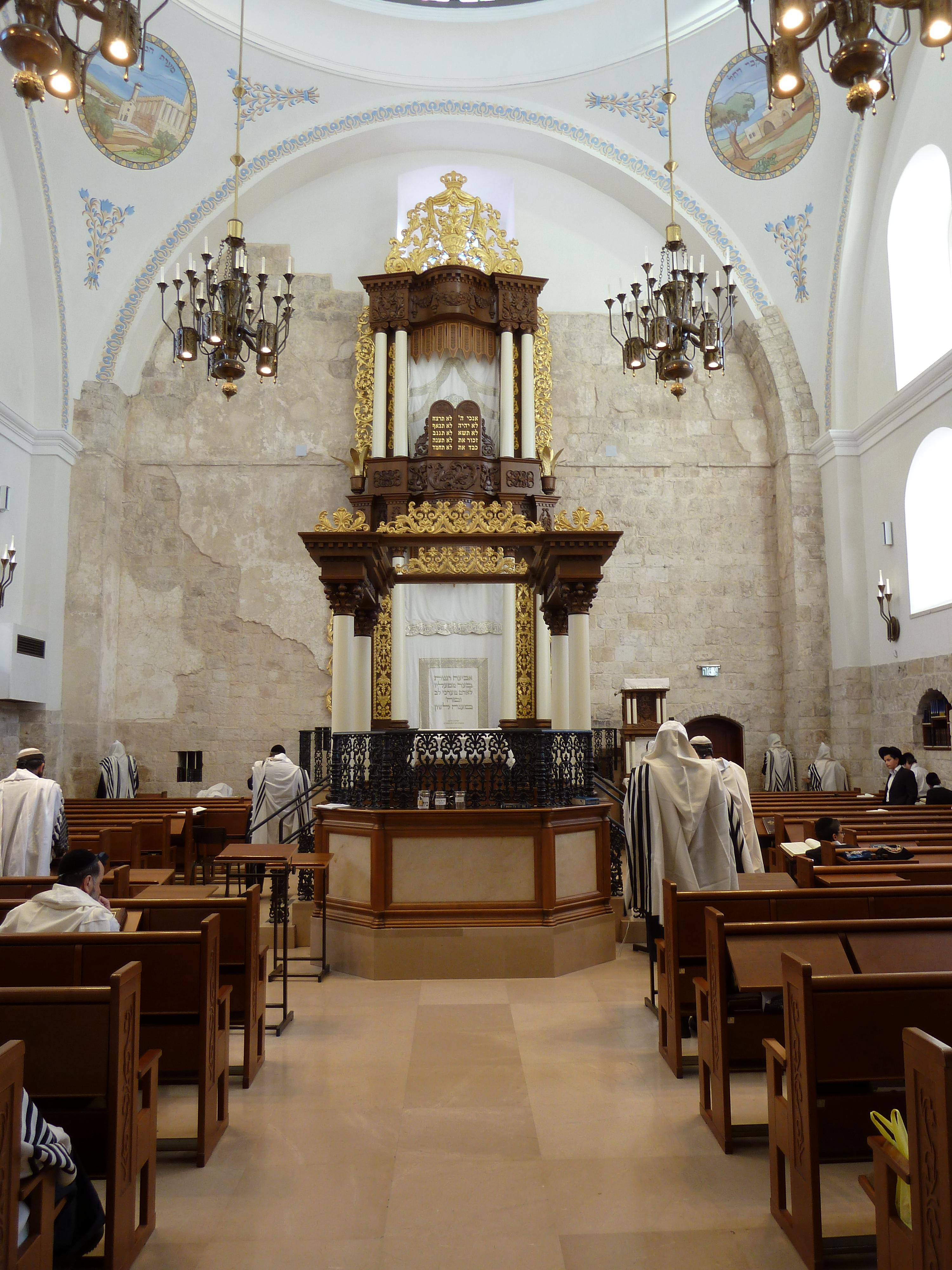
Prières du matin vers l'est
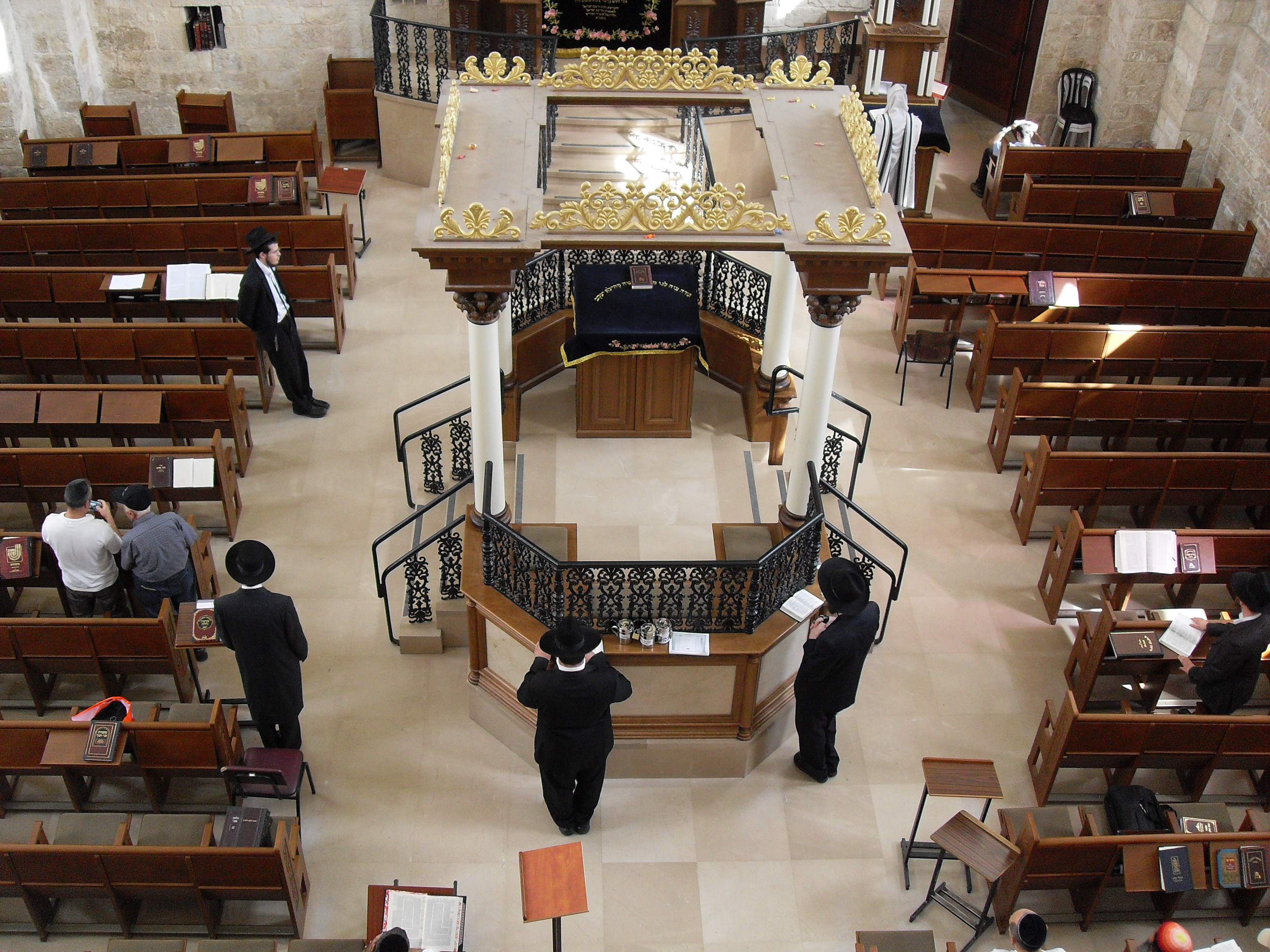
Bimah
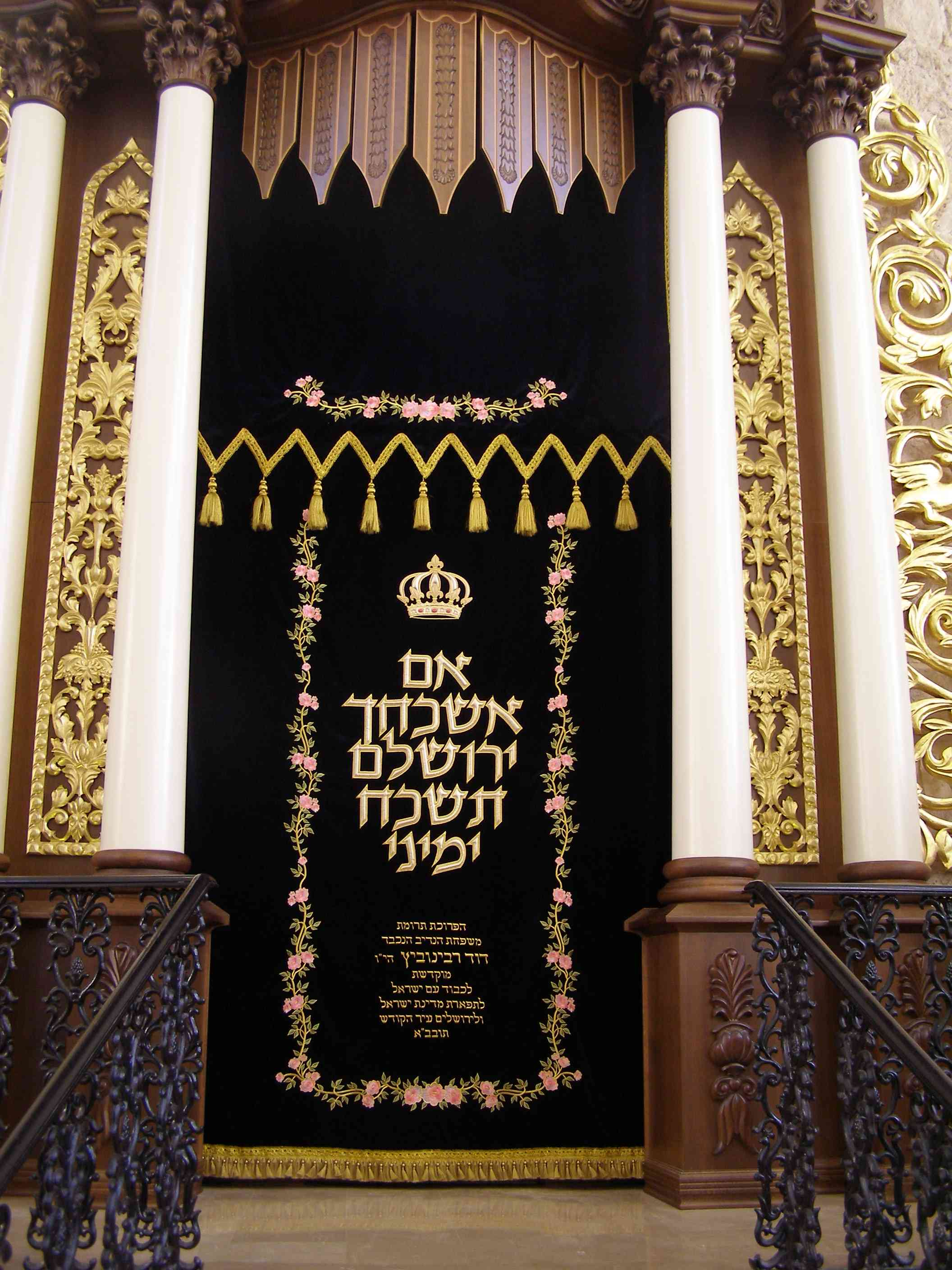
Parokhet
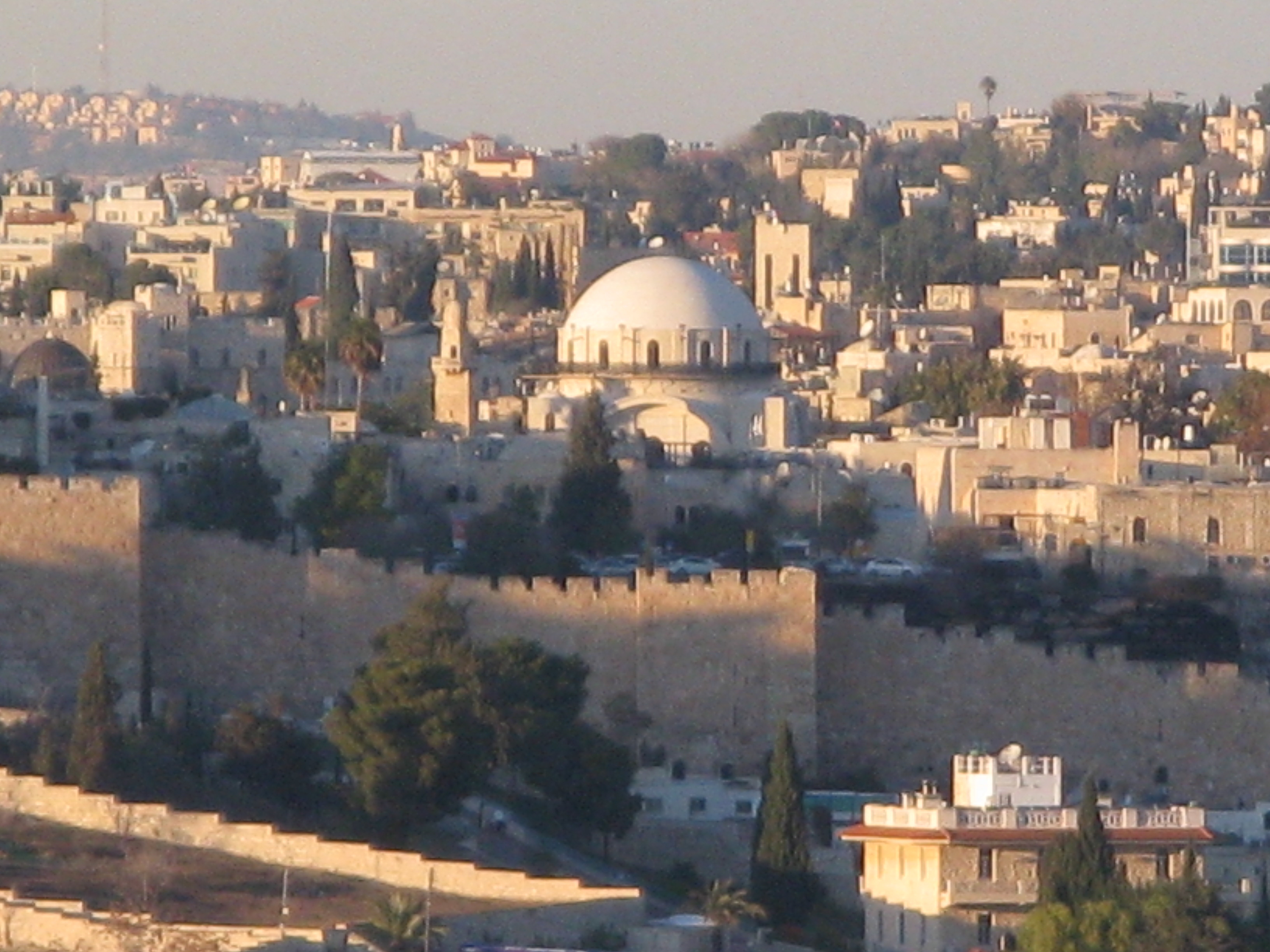
Contexte urbain de la Synagogue Hourva à Jérusalem